# Famille de Bousies
La famille de Bousies, ou de Bouzies, est une famille subsistante de la noblesse belge, originaire du comté de Hainaut. Sa filiation est suivie depuis 1538.

## Histoire
La famille de Bousies est issue de Claude de Bousies (vivant au XVIe siècle), seigneur d'Audierbois, et d'Isabeau de Trazegnies, fille de Triolus de Trazegnies et d'Antoinette de Quarouble, dame d'Escarmaing,.
Après l'indépendance de la Belgique, Philippe et Charles-Alexandre ont été membres du Congrès National de 1830-1831. Ils sont inhumés dans la crypte de la famille de Bousies dans l'église de Rouveroy.
En 1735, un rameau de la famille de Bousies se fixa en France, en Franche-Comté, sous le nom « de Bouzies » en la personne de Ferri-François-Alexandre de Bouzies. Cette branche française s'allia aux familles de Saunier de Villerschemin, de Rosière-Sorans, de Scey-Montbéliard,, elle posséda le château de Champvans (Haute-Saône), donna quatre chevaliers de la confrérie de Saint-Georges de Bourgogne et s’éteignit avec Félicité de Bouzies à la fin du XIXe siècle.

## Personnalités
- Alexandrine Françoise Pétronille de Bousies (1745-1791), épouse de son cousin-germain François Bonaventure Joseph du Mont, organisateur de la Franc-maçonnerie dans les Pays-Bas belgiques, fils de Charles-Antoine et de Victoire-Isabelle de Bousies de Rouveroy.

- Ferdinand-Joseph-Constant, comte de Bousies d'Escarmaing, célibataire, né le 27 février 1748, après avoir commencé à servir en 1764, à seize ans, dans la Compagnie des Chevau-Légers de la Garde ordinaire du Roi Très-Chrétien, il se préparait à entrer dans le clergé[11], il fut reçu de minorité dans la vénérable langue de France le 15 juillet 1771[12], chevalier de Malte[13],[14], sur preuve des huit quartiers : Bousies/d'Esclaibes  - Maes/Buignies - Carondelet/d'Esclaibes - Pronville/Druhot[15],[16].

- Bonaventure de Bousies (1755-1831), chevalier, chevalier de l'ordre du Lion néerlandais. Il fut consécutivement : maïeur de Mons, député de l'assemblée des représentants du peuple du Hainaut, membre du conseil des anciens, conseiller de préfecture du département de Jemmapes, gouverneur de la province de Hainaut (1815-1821), chambellan du roi des Pays-Bas, membre de la 1re chambre des États généraux, conseiller d'État[17].

- Ferdinand Louis de Bousies, né à Mons, fils de Charles de Bousies et de Marie d'Ive de Bavay, fut admis  dans l'ordre de Saint-Jean de Jérusalem le 23 septembre 1787[14],[18] mais ne présentera pas ses vœux pour pouvoir se marier avec Anne d'Auxy de Fouleng, (famille d'Auxy).

- Charles de Bousies de Rouveroy (1789-1871), comte, décoré de la Croix de fer, chevalier de l'ordre de Léopold et de l'ordre souverain de Malte[19],[20],[21]. Il fut consécutivement : auditeur au conseil d'État et sous-préfet, membre de l'ordre équestre et des états provinciaux du Hainaut, membre du congrès national, du sénat depuis 1830[5].

- Philippe de Bousies (° 1789-1875), comte, chevalier de l'ordre de Léopold, chevalier de l'ordre national de la Légion d'honneur. Il fut consécutivement : officier de cavalerie, membre de l'ordre équestre du Hainaut, membre de la seconde Chambre des États généraux, officier supérieur de la maréchaussée, membre du Congrès national et enfin membre de la chambre des représentants et du sénat[5].
- Monique de Bousies (1922-2013), mariée en 1946 avec le prince Baudouin de Ligne, puis en 1956 avec le pilote automobile Jacques Swaters.

## Noblesse
Reconnaissance de noblesse dans le royaume uni des Pays-Bas en 1816 avec le titre de chevalier transmissible à tous les descendants mâles, présidence du corps équestre du Hainaut de 1817 à 1830 et concession du titre de comte pour tous en 1870.
- 5 mars 1816 à La Haye par le roi Guillaume Ier : nomination de Charles-Alexandre de Bousies de Rouveroy, vicomte, comme membre du Corps équestre de Hainaut. Son nom figure sur la 1re liste officielle des nobles avec la mention que son titre de vicomte est transmissible à la primogéniture mâle. Les autres descendants mâles portent le titre de chevalier[22] ;

- 5 mars 1816 à La Haye par le roi Guillaume Ier : nomination de Ferdinand-Louis de Bousies comme membre du Corps équestre de Hainaut[22] ;

- 5 mars 1816 à La Haye par le roi Guillaume Ier : nomination de Bonaventure-Hyacinthe-Joseph de Bousies, chevalier, comme membre du Corps équestre de Hainaut. Son nom figure sur la 1re liste officielle des nobles avec la mention que son titre de chevalier est transmissible à tous les descendants mâles[22] ;

- 3 novembre 1822 à Bruxelles par le roi Guillaume Ier : reconnaissance de noblesse en faveur de René-Philippe de Bousies, frère du Ferdinand-Louis de Bousis sus-mentionné[22] ;

- 31 décembre 1870 à Bruxelles par le roi Léopold II : concession motu proprio du titre de comte transmissible à toute la descendance en faveur de

1. Charles-Alexandre de Bousies, vicomte, sus-mentionné[22] ;
2. Alexandre-Antoine-Adolphe de Bousies, chevalier, fils de Bonaventure sus-mentionné[22] ;
3. René-Philippe de Bousies, écuyer, sus-mentionné[22].

## Alliances
- XVIe siècle - XVIIIe siècle : Briart de Rouveroy (de), Massiet (de), Esclaibes (d'), Grassis (de), Rocca (de), Brum de Miraumont (le), Corswarem-Looz (de), de Grebert (1590), Yve de Bavay (d'), Mont de Gages (du), Hoves des Estinnes (de), Compère de Prelle…
- XIXe siècle - XXe siècle : Cornet de Wavenbroeck, Behault (de), Hanot d'Harveng, Borluut, Marchant d'Ansembourg (de), Ursel (d'), Hemricourt de Grunne (de), Barre de Nanteuil (de la), Barre d’Erquelinnes (de la), Coppée, Mérode (de), Pret Roose de Calesberg (de), Chastel de la Howarderie (du), Borchgrave d'Altena (de), Gevers, Ligne (de), Swaters, Enffans d'Avernas (des)…
- XXIe siècle : Andrimont (d'), Creighton, Speeckaert